# Долењи Лесковец
Долењи Лесковец (словен. Dolenji Leskovec) је насељено место у општини Кршко, Посавска регија, Словенија.

## Историја
До територијалне реорганизације у Словенији био је у саставу старе општине Кршко.

## Становништво
У попису становништва из 2011. године, Долењи Лесковец је имао 282 становника.
| Број становника према пописима | Број становника према пописима | Број становника према пописима |
| ------------------------------ | ------------------------------ | ------------------------------ |
| 1991                           | 2002                           | 2011                           |
| 296                            | 285                            | 282                            |

Напомена: До 1990. исказивано под именом Долњи Лесковец.